# Verwaltungsgliederung Englands

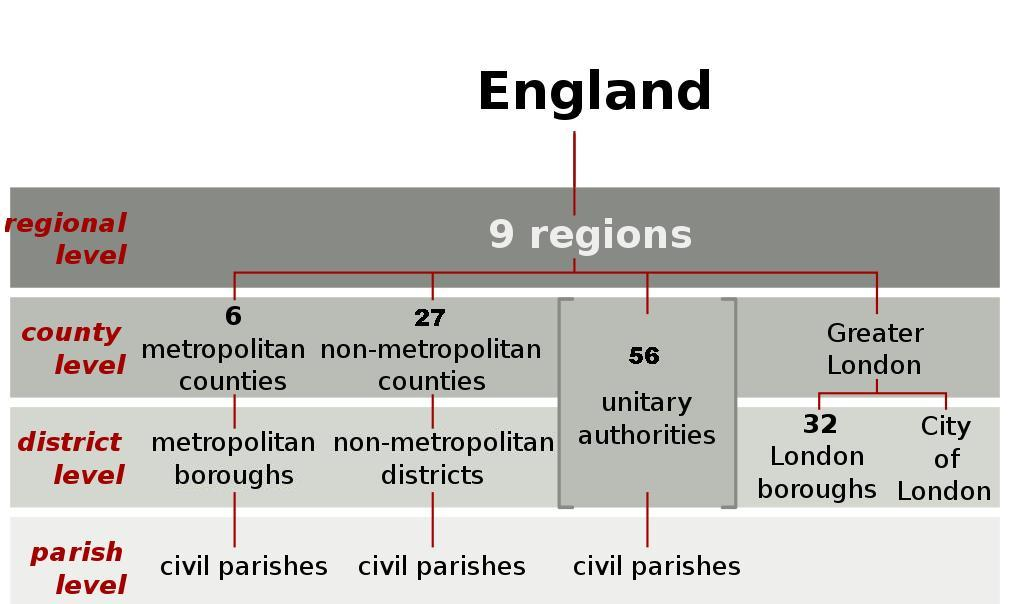
Stand 2011

Stand 2021
rot: Zweistufige Non-Metropolitan Counties
violett: Metropolitan Counties
orange: Greater London (ohne City of London)
grün: Unitary Authorities
bei Vergrößerung sichtbar: City of London

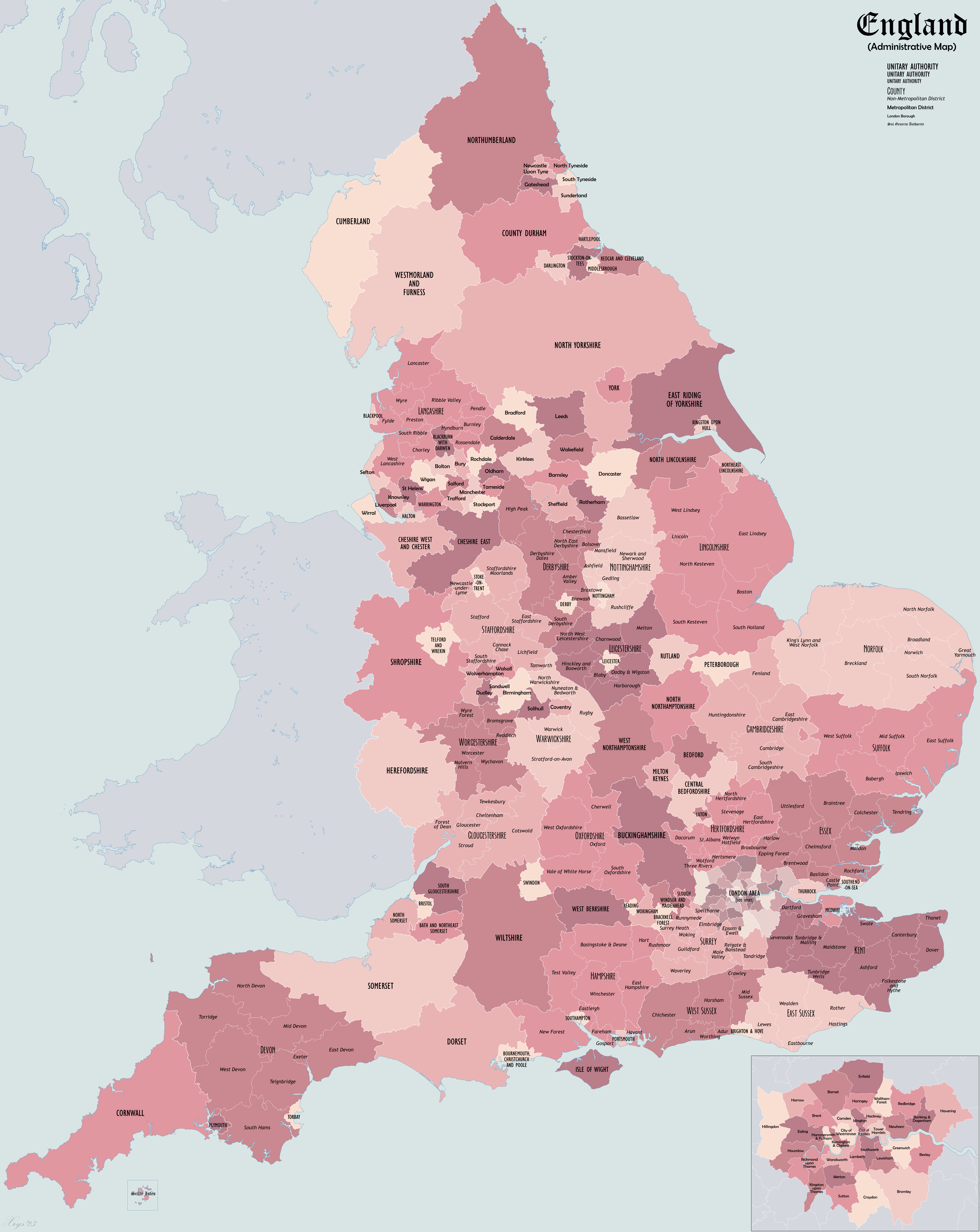
Verwaltungsbezirke Englands seit 2021

Die Verwaltungsgliederung Englands ist letztmals 2021 in einigen Landesteilen reformiert worden. England gliedert sich derzeit in neun Regionen, darunter Greater London. Mit Ausnahme von Greater London sind deren kommunale Einheiten seit 2021 auf drei verschiedene Arten gegliedert:
- 6 Metropolitan Counties, die in insgesamt 36 Metropolitan Boroughs untergliedert sind;
- 21 Non-Metropolitan Counties, die in insgesamt 164 Districts untergliedert sind (Gebiete mit zweistufiger Verwaltungsstruktur, siehe auch Liste der Districts in England);
- 63 Unitary Authorities (Gebiete mit einstufiger Verwaltungsstruktur),[1][2] unter denen die Scilly-Inseln einen Sonderstatus haben. 56 Unitary Authorities haben einen County-Status und sieben haben keinen County-Status.

Die Boroughs, Districts und Unitary Authorities können unterschiedliche Zusatztitel haben, die sie entweder aus historischer Zeit führen oder auch in jüngerer Zeit (z. B. wegen ihrer Größe) erhalten haben. Man unterscheidet hierbei zwischen Cities, Boroughs, Metropolitan Boroughs und London Boroughs.
Neben der administrativen Verwaltungsgliederung, deren Ebenen echte politische Kompetenzen besitzen, besteht zudem noch eine rein historisch-symbolische Gliederung, die u. a. umfasst:
- 39 traditionelle Grafschaften, die keine Funktion mehr haben;
- 48 zeremonielle Grafschaften, denen je ein Lord Lieutenant als Vertreter des Monarchen vorsitzt, der aber rein repräsentative Aufgaben hat;
- 2 Herzogtümer, nämlich die Duchy of Cornwall im Privatbesitz des Prince of Wales (Duke of Cornwall) und das Duchy of Lancaster im Privatbesitz des Monarchen (formell verwaltet durch den Chancellor of the Duchy of Lancaster).

## Liste der Verwaltungseinheiten Englands

### Regionen
| Art    | Jahr | Anzahl | Name |
| ------ | ---- | ------ | --- |
| Region | 1994 | 9      | - East of England - East Midlands - Greater London - North East - North West - South East - South West - West Midlands - Yorkshire and the Humber |

### Non-Metropolitan Counties
| Art                     | Art                       | Jahr | Anzahl | Name |
| ----------------------- | ------------------------- | ---- | ------ | --- |
| Non-Metropolitan County | Non-Metropolitan County   | 1974 | 21     | - Cambridgeshire - Derbyshire - Devon - East Sussex - Essex - Gloucestershire - Hampshire - Hertfordshire - Kent - Lancashire - Leicestershire - Lincolnshire - Norfolk - Nottinghamshire - Oxfordshire - Staffordshire - Suffolk - Surrey - Warwickshire - West Sussex - Worcestershire |
| L                       | Non-Metropolitan District | 1974 | 164    | siehe Liste der Non-Metropolitan Counties und Non-Metropolitan Districts |

### Metropolitan Counties
| Art                 | Art                   | Jahr | Anzahl | Name                                                                                                 | Name                                                 | Name                                           | Name                                                                             | Name                                                                             | Name                                                   |
| ------------------- | --------------------- | ---- | ------ | --- | ---------------------------------------------------- | ---------------------------------------------- | -------------------------------------------------------------------------------- | -------------------------------------------------------------------------------- | ------------------------------------------------------ |
| Metropolitan County | Metropolitan County   | 1974 | 6      | Greater Manchester                                                                                   | Merseyside                                           | South Yorkshire                                | Tyne and Wear                                                                    | West Midlands                                                                    | West Yorkshire                                         |
| L                   | Metropolitan District | 1974 | 36     | - Bolton - Bury - Manchester - Oldham - Rochdale - Salford - Stockport - Tameside - Trafford - Wigan | - Knowsley - Liverpool - Sefton - St Helens - Wirral | - Barnsley - Doncaster - Rotherham - Sheffield | - Gateshead - Newcastle upon Tyne - North Tyneside - South Tyneside - Sunderland | - Birmingham - Coventry - Dudley - Sandwell - Solihull - Walsall - Wolverhampton | - Bradford - Calderdale - Kirklees - Leeds - Wakefield |

### Greater London
| Art                           | Jahr   | Anzahl | Name |
| ----------------------------- | ------ | ------ | --- |
| London Borough (Stadtbezirke) | 1965   | 32     | - Barking and Dagenham - Barnet - Bexley - Brent - Bromley - Camden - City of Westminster - Croydon - Ealing - Enfield - Greenwich - Hackney - Hammersmith and Fulham - Haringey - Harrow - Havering - Hillingdon - Hounslow - Islington - Kensington and Chelsea - Kingston upon Thames - Lambeth - Lewisham - Merton - Newham - Redbridge - Richmond upon Thames - Southwark - Sutton - Tower Hamlets - Waltham Forest - Wandsworth |
| Sui generis                   | 886    | 01     | - City of London |
| Gesamt                        | Gesamt | 33     | |

### Unitary Authorities
| Art                                                                                               | Jahr   | Anzahl | Name |
| ------------------------------------------------------------------------------------------------- | ------ | ------ | --- |
| Grafschaft gewann Funktionen eines Distrikts                                                      | 2023   | 02     | - North Yorkshire C2 - Somerset C2 |
| Distrikte gewannen Funktionen einer Grafschaft                                                    | 2023   | 02     | - Cumberland - Westmorland and Furness |
| Distrikte gewannen Funktionen einer Grafschaft                                                    | 2021   | 02     | - North Northamptonshire - West Northamptonshire |
| Grafschaft gewann Funktionen eines Distrikts                                                      | 2020   | 01     | - Buckinghamshire C2 |
| Grafschaft gewann Funktionen eines Distrikts                                                      | 2019   | 01     | - Dorset C2 |
| Distrikte gewannen Funktionen einer Grafschaft                                                    | 2019   | 01     | - Bournemouth, Christchurch and Poole |
| Grafschaft gewann Funktionen eines Distrikts                                                      | 2009   | 05     | - Cornwall C2 - Durham C2 - Northumberland C1 - Shropshire C2 - Wiltshire C2 |
| Distrikte gewannen Funktionen einer Grafschaft                                                    | 2009   | 04     | - Bedford - Central Bedfordshire - Cheshire East - Cheshire West and Chester |
| Distrikte gewannen Funktionen einer Grafschaft                                                    | 1998   | 15     | - Blackburn with Darwen - Blackpool - Halton - Herefordshire C1 - Medway - Nottingham - Peterborough - Plymouth - Southend-on-Sea - Stoke-on-Trent - Swindon - Telford and Wrekin - Thurrock - Torbay - Warrington                                                   |
| Distrikte gewannen Funktionen einer Grafschaft als das Berkshire County Council abgewickelt wurde | 1998   | 06     | - Bracknell Forest C3 - Reading C3 - Slough C3 - West Berkshire C3 - Windsor and Maidenhead C3 - Wokingham C3 |
| Distrikte gewannen Funktionen einer Grafschaft                                                    | 1997   | 11 09  | - Bournemouth C4 - Brighton and Hove - Derby - Darlington - Leicester - Luton - Milton Keynes - Poole C4 - Portsmouth - Rutland C1 - Southampton |
| Distrikte gewannen Funktionen einer Grafschaft                                                    | 1996   | 13     | - Bath and North East Somerset - Bristol C1 - East Riding of Yorkshire C2 - Hartlepool - Kingston upon Hull - Middlesbrough - North East Lincolnshire - North Lincolnshire - North Somerset - Redcar and Cleveland - South Gloucestershire - Stockton-on-Tees - York |
| Grafschaft gewann Funktionen eines Distrikts                                                      | 1995   | 01     | - Isle of Wight C1 |
| Sui generis                                                                                       | 1890   | 01     | - Isles of Scilly C3 |
| Gesamt                                                                                            | Gesamt | 63     | |

## Hierarchische Liste der Regionen, Counties und Distrikte
| Region                                                        | Strategic authority                                   | Zeremonielle Grafschaft                    | Metropolitan oder Non-Metropolitan County | Districts, Boroughs und Cities |                                                                                 |
| ------------------------------------------------------------- | ----------------------------------------------------- | ------------------------------------------ | --- | --- | ------------------------------------------------------------------------------- |
| East of England                                               |                                                       | Essex                                      | 1. Thurrock U.A. | 1. Thurrock U.A. |                                                                                 |
| East of England                                               | 2. Southend-on-Sea U.A.                               | Essex                                      | | |                                                                                 |
| East of England                                               | 3. Essex †                                            | Essex                                      | a) Harlow, b) Epping Forest, c) Brentwood, d) Basildon, e) Castle Point, f) Rochford, g) Maldon, h) Chelmsford, i) Uttlesford, j) Braintree, k) Colchester, l) Tendring                | |                                                                                 |
| East of England                                               | 4. Hertfordshire †                                    | 4. Hertfordshire †                         | a) Three Rivers, b) Watford, c) Hertsmere, d) Welwyn Hatfield, e) Broxbourne, f) East Hertfordshire, g) Stevenage, h) North Hertfordshire, i) St Albans, j) Dacorum                    | |                                                                                 |
| East of England                                               | Bedfordshire                                          | 5. Luton U.A.                              | 5. Luton U.A. | |                                                                                 |
| East of England                                               | Bedfordshire                                          | 6. Bedford U.A.                            | | |                                                                                 |
| East of England                                               | Bedfordshire                                          | 7. Central Bedfordshire U.A.               | | |                                                                                 |
| East of England                                               | Cambridgeshire and Peterborough                       | Cambridgeshire                             | 8. Cambridgeshire † | a) Cambridge, b) South Cambridgeshire, c) Huntingdonshire, d) Fenland, e) East Cambridgeshire |                                                                                 |
| East of England                                               | Cambridgeshire and Peterborough                       | Cambridgeshire                             | 9. Peterborough U.A. | |                                                                                 |
| East of England                                               |                                                       | 10. Norfolk †                              | 10. Norfolk † | a) Norwich, b) South Norfolk, c) Great Yarmouth, d) Broadland, e) North Norfolk, f) Breckland, g) King’s Lynn and West Norfolk |                                                                                 |
| East of England                                               | 11. Suffolk †                                         | 11. Suffolk †                              | a) Ipswich, b) East Suffolk, c) Babergh, d) Mid Suffolk, e) West Suffolk | |                                                                                 |
| East Midlands                                                 | East Midlands                                         | Derbyshire                                 | 1. Derbyshire † | a) High Peak, b) Derbyshire Dales, c) South Derbyshire, d) Erewash, e) Amber Valley, f) North East Derbyshire, g) Chesterfield, h) Bolsover |                                                                                 |
| East Midlands                                                 | East Midlands                                         | Derbyshire                                 | 2. Derby U.A. | |                                                                                 |
| East Midlands                                                 | East Midlands                                         | Nottinghamshire                            | 3. Nottinghamshire † | a) Rushcliffe, b) Broxtowe, c) Ashfield, d) Gedling, e) Newark and Sherwood, f) Mansfield, g) Bassetlaw |                                                                                 |
| East Midlands                                                 | East Midlands                                         | Nottinghamshire                            | 4. Nottingham U.A. | |                                                                                 |
| East Midlands                                                 |                                                       | Lincolnshire (teilweise)                   | 5. Lincolnshire † | a) Lincoln, b) North Kesteven, c) South Kesteven, d) South Holland, e) Boston, f) East Lindsey, g) West Lindsey |                                                                                 |
| East Midlands                                                 | Leicestershire                                        | 6. Leicestershire †                        | a) Charnwood, b) Melton, c) Harborough, d) Oadby and Wigston, e) Blaby, f) Hinckley and Bosworth, g) North West Leicestershire                                                         | |                                                                                 |
| East Midlands                                                 | Leicestershire                                        | 7. Leicester U.A.                          | | |                                                                                 |
| East Midlands                                                 | 8. Rutland U.A.                                       |                                            | | |                                                                                 |
| East Midlands                                                 | Northamptonshire                                      | 9. West Northamptonshire U.A.              | 9. West Northamptonshire U.A. | |                                                                                 |
| East Midlands                                                 | Northamptonshire                                      | 10. North Northamptonshire U.A.            | | |                                                                                 |
| London (Greater London)                                       | Greater London Authority                              | 1. Greater London                          | kein County | a) City of Westminster, b) Kensington and Chelsea, c) Hammersmith and Fulham, d) Wandsworth, e) Lambeth, f) Southwark, g) Tower Hamlets, h) Hackney, i) Islington, j) Camden, k) Brent, l) Ealing, m) Hounslow, n) Richmond, o) Kingston upon Thames, p) Merton, q) Sutton, r) Croydon, s) Bromley, t) Lewisham, u) Greenwich, v) Bexley, w) Havering, x) Barking and Dagenham, y) Redbridge, z) Newham, aa) Waltham Forest, ab) Haringey, ac) Enfield, ad) Barnet, ae) Harrow, af) Hillingdon |                                                                                 |
| London (Greater London)                                       | Greater London Authority                              | 2. City of London                          | kein County | City of London |                                                                                 |
| North East England                                            | North East                                            | 1. Northumberland U.A.                     | 1. Northumberland U.A. | 1. Northumberland U.A. |                                                                                 |
| North East England                                            | North East                                            | 2. Tyne and Wear *                         | 2. Tyne and Wear * | a) Newcastle upon Tyne, c) North Tyneside |                                                                                 |
| North East England                                            | North East                                            | 2. Tyne and Wear *                         | 2. Tyne and Wear * | b) Gateshead, d) South Tyneside, e) Sunderland |                                                                                 |
| North East England                                            | North East                                            | Durham                                     | 3. Durham U.A. | 3. Durham U.A. |                                                                                 |
| North East England                                            | Tees Valley                                           | Durham                                     | 4. Darlington U.A. | 4. Darlington U.A. |                                                                                 |
| North East England                                            | Tees Valley                                           | Durham                                     | 5. Hartlepool U.A. | |                                                                                 |
| North East England                                            | Tees Valley                                           | Durham                                     | 6. Stockton-on-Tees U.A. | |                                                                                 |
| North East England                                            | Tees Valley                                           | North Yorkshire (teilweise)                | | |                                                                                 |
| North East England                                            | Tees Valley                                           | 7. Redcar and Cleveland U.A.               | | |                                                                                 |
| North East England                                            | Tees Valley                                           | 8. Middlesbrough U.A.                      | | |                                                                                 |
| North West England                                            |                                                       | Cumbria                                    | 1. Cumberland U.A. | 1. Cumberland U.A. |                                                                                 |
| North West England                                            | 2. Westmorland and Furness U.A.                       | Cumbria                                    | | |                                                                                 |
| North West England                                            | Lancashire                                            | 3. Lancashire †                            | a) West Lancashire, b) Chorley, c) South Ribble, d) Fylde, e) Preston, f) Wyre, g) Lancaster, h) Ribble Valley, i) Pendle, j) Burnley, k) Rossendale, l) Hyndburn                      | |                                                                                 |
| North West England                                            | Lancashire                                            | 4. Blackpool U.A.                          | | |                                                                                 |
| North West England                                            | Lancashire                                            | 5. Blackburn with Darwen U.A.              | | |                                                                                 |
| North West England                                            | Greater Manchester                                    | 6. Greater Manchester *                    | 6. Greater Manchester * | a) Bolton, b) Bury, c) Manchester, d) Oldham, e) Rochdale, f) Salford, g) Stockport, h) Tameside, i) Trafford, j) Wigan |                                                                                 |
| North West England                                            | Liverpool City Region                                 | 7. Merseyside *                            | 7. Merseyside * | a) Knowsley, b) Liverpool, c) St. Helens, d) Sefton, e) Wirral |                                                                                 |
| North West England                                            | Liverpool City Region                                 | Cheshire                                   | 8. Halton U.A. | 8. Halton U.A. |                                                                                 |
| North West England                                            | 9. Warrington U.A.                                    | Cheshire                                   | | |                                                                                 |
| North West England                                            | 10. Cheshire West and Chester U.A.                    | Cheshire                                   | | |                                                                                 |
| North West England                                            | 11. Cheshire East U.A.                                | Cheshire                                   | | |                                                                                 |
| South East England                                            |                                                       | 1. Berkshire ‡                             | 1. Berkshire ‡ | a) West Berkshire U.A., b) Reading U.A., c) Wokingham U.A., d) Bracknell Forest U.A., e) Windsor and Maidenhead U.A., f) Slough U.A. |                                                                                 |
| South East England                                            | Buckinghamshire                                       | 2. Buckinghamshire U.A.                    | 2. Buckinghamshire U.A. | |                                                                                 |
| South East England                                            | Buckinghamshire                                       | 3. Milton Keynes U.A.                      | | |                                                                                 |
| South East England                                            | East Sussex                                           | 4. East Sussex †                           | a) Hastings, b) Rother, c) Wealden, d) Eastbourne, e) Lewes | |                                                                                 |
| South East England                                            | East Sussex                                           | 5. Brighton & Hove U.A.                    | | |                                                                                 |
| South East England                                            | Kent                                                  | 6. Kent †                                  | a) Dartford, b) Gravesham, c) Sevenoaks, d) Tonbridge and Malling, e) Tunbridge Wells, f) Maidstone, g) Swale, h) Ashford, i) Folkestone and Hythe, j) Canterbury, k) Dover, l) Thanet | |                                                                                 |
| South East England                                            | Kent                                                  | 7. Medway U.A.                             | | |                                                                                 |
| South East England                                            | 8. Oxfordshire †                                      | 8. Oxfordshire †                           | a) Oxford, b) Cherwell, c) South Oxfordshire, d) Vale of White Horse, e) West Oxfordshire                                                                                              | |                                                                                 |
| South East England                                            | 9. Surrey †                                           | 9. Surrey †                                | a) Spelthorne, b) Runnymede, c) Surrey Heath, d) Woking, e) Elmbridge, f) Guildford, g) Waverley, h) Mole Valley, i) Epsom and Ewell, j) Reigate and Banstead, k) Tandridge            | |                                                                                 |
| South East England                                            | 10. West Sussex †                                     | 10. West Sussex †                          | a) Worthing, b) Arun, c) Chichester, d) Horsham, e) Crawley, f) Mid Sussex, g) Adur | |                                                                                 |
| South East England                                            | Hampshire                                             | 11. Hampshire †                            | a) Fareham, b) Gosport, c) Winchester, d) Havant, e) East Hampshire, f) Hart, g) Rushmoor, h) Basingstoke and Deane, i) Test Valley, j) Eastleigh, k) New Forest                       | |                                                                                 |
| South East England                                            | Hampshire                                             | 12. Southampton U.A.                       | | |                                                                                 |
| South East England                                            | Hampshire                                             | 13. Portsmouth U.A.                        | | |                                                                                 |
| South East England                                            | 14. Isle of Wight U.A.                                |                                            | | |                                                                                 |
| South West England                                            |                                                       | Dorset                                     | 1 Bournemouth, Christchurch and Poole U.A. | 1 Bournemouth, Christchurch and Poole U.A. |                                                                                 |
| South West England                                            | 2 Dorset U.A.                                         | Dorset                                     | | |                                                                                 |
| South West England                                            | Somerset                                              | 3. North Somerset U.A.                     | 3. North Somerset U.A. | |                                                                                 |
| South West England                                            | Somerset                                              | 4. Somerset U.A.                           | | |                                                                                 |
| South West England                                            | Somerset                                              | West of England                            | 5. Bath and North East Somerset U.A. | 5. Bath and North East Somerset U.A. |                                                                                 |
| South West England                                            | 6. Bristol U.A.                                       | West of England                            | | |                                                                                 |
| South West England                                            | Gloucestershire                                       | West of England                            | 7. South Gloucestershire U.A. | 7. South Gloucestershire U.A. |                                                                                 |
| South West England                                            | Gloucestershire                                       |                                            | 8. Gloucestershire † | a) Gloucester, b) Tewkesbury, c) Cheltenham, d) Cotswold, e) Stroud, f) Forest of Dean |                                                                                 |
| South West England                                            | Wiltshire                                             | 9. Swindon U.A.                            | 9. Swindon U.A. | |                                                                                 |
| South West England                                            | Wiltshire                                             | 10. Wiltshire U.A.                         | | |                                                                                 |
| South West England                                            | Devon                                                 | 11. Devon †                                | a) Exeter, b) East Devon, c) Mid Devon, d) North Devon, e) Torridge, f) West Devon, g) South Hams, h) Teignbridge                                                                      | |                                                                                 |
| South West England                                            | Devon                                                 | 12. Torbay U.A.                            | | |                                                                                 |
| South West England                                            | Devon                                                 | 13. Plymouth U.A.                          | | |                                                                                 |
| South West England                                            | Cornwall                                              | kein County                                | 14. Isles of Scilly sui generis U.A. | |                                                                                 |
| South West England                                            | Cornwall                                              | 15. Cornwall U.A.                          | | |                                                                                 |
| West Midlands                                                 |                                                       | 1. Herefordshire U.A.                      | 1. Herefordshire U.A. | 1. Herefordshire U.A. |                                                                                 |
| West Midlands                                                 | Shropshire                                            | 2. Shropshire U.A.                         | 2. Shropshire U.A. | |                                                                                 |
| West Midlands                                                 | Shropshire                                            | 3. Telford and Wrekin U.A.                 | | |                                                                                 |
| West Midlands                                                 | Staffordshire                                         | 4. Staffordshire †                         | a) Cannock Chase, b) East Staffordshire, c) Lichfield, d) Newcastle-under-Lyme, e) South Staffordshire, f) Stafford, g) Staffordshire Moorlands, h) Tamworth                           | |                                                                                 |
| West Midlands                                                 | Staffordshire                                         | 5. Stoke-on-Trent U.A.                     | | |                                                                                 |
| West Midlands                                                 | 6. Warwickshire †                                     | 6. Warwickshire †                          | a) North Warwickshire, b) Nuneaton and Bedworth, c) Rugby, d) Stratford-on-Avon, e) Warwick                                                                                            | |                                                                                 |
| West Midlands                                                 | West Midlands                                         | 7. West Midlands *                         | 7. West Midlands * | a) Birmingham, b) Coventry, c) Dudley, d) Sandwell, e) Solihull, f) Walsall, g) Wolverhampton |                                                                                 |
| West Midlands                                                 |                                                       | 8. Worcestershire †                        | 8. Worcestershire † | a) Bromsgrove, b) Malvern Hills, c) Redditch, d) Worcester, e) Wychavon, f) Wyre Forest |                                                                                 |
| Yorkshire and the Humber                                      | South Yorkshire                                       | 1. South Yorkshire *                       | 1. South Yorkshire * | a) Sheffield, b) Rotherham, c) Barnsley, d) Doncaster |                                                                                 |
| Yorkshire and the Humber                                      | West Yorkshire                                        | 2. West Yorkshire *                        | 2. West Yorkshire * | a) Wakefield, b) Kirklees, c) Calderdale, d) Bradford, e) Leeds |                                                                                 |
| Yorkshire and the Humber                                      | York and North Yorkshire                              | North Yorkshire (teilweise)                | 3. North Yorkshire U.A. | 3. North Yorkshire U.A. |                                                                                 |
| Yorkshire and the Humber                                      | York and North Yorkshire                              | North Yorkshire (teilweise)                | 4. York U.A. | |                                                                                 |
| Yorkshire and the Humber                                      |                                                       | East Riding of Yorkshire                   | 5. East Riding of Yorkshire U.A. | 5. East Riding of Yorkshire U.A. |                                                                                 |
| Yorkshire and the Humber                                      | 6. Kingston upon Hull U.A.                            | East Riding of Yorkshire                   | | |                                                                                 |
| Yorkshire and the Humber                                      | Lincolnshire (teilweise)                              | 7. North Lincolnshire U.A.                 | 7. North Lincolnshire U.A. | |                                                                                 |
| Yorkshire and the Humber                                      | Lincolnshire (teilweise)                              | 8. North East Lincolnshire U.A.            | | |                                                                                 |
|                                                               | Combined authority                                    | † Non-Metropolitan County                  | † Non-Metropolitan County | Non-Metropolitan District |                                                                                 |
| ‡ Royal non-metropolitan county (kein county council)         | ‡ Royal non-metropolitan county (kein county council) | Unitary Authority die keine Grafschaft ist | | |                                                                                 |
| U.A. Unitary Authority (Non-Metropolitan County und District) | Combined authority                                    |                                            | | |                                                                                 |
| * Metropolitan County                                         | * Metropolitan County                                 | Metropolitan Borough                       | | |                                                                                 |
| Greater London Authority                                      |                                                       |                                            | Lokale Regierungsbezirke in London (die London Boroughs und die City of London) | Lokale Regierungsbezirke in London (die London Boroughs und die City of London) | Lokale Regierungsbezirke in London (die London Boroughs und die City of London) |